# Орден Слона
Орден Слона (дан. Elefantordenen) — вища національна нагорода Данії.

## Опис
Орден Слона має найоригінальніший знак з усіх нагород світу. Всі інші орденські знаки, навіть за усієї раритетності та незвичних форм, задумувались як більш-менш плоскі, щоб одним своїм боком вони могли щільно прилягати до одягу. Знак ордену слона є мініатюрною об'ємною скульптурою: слон, вкритий білою емаллю та прикрашений діамантами, несе на спині бойову вежу, яка, у свою чергу, є основою кільця. Перед вежею сидить чорний вершник.
У міжнародній мові емблем слон символізує мудрість, справедливість, великодушність й інші шляхетні якості. У Данії він постійно зустрічається й у інших нагородах, а також у художніх гравюрах та різних творах мистецтва.

## Знаки ордену

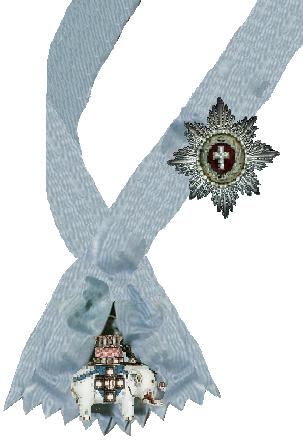
Знак та зірка ордену Слона на стрічці
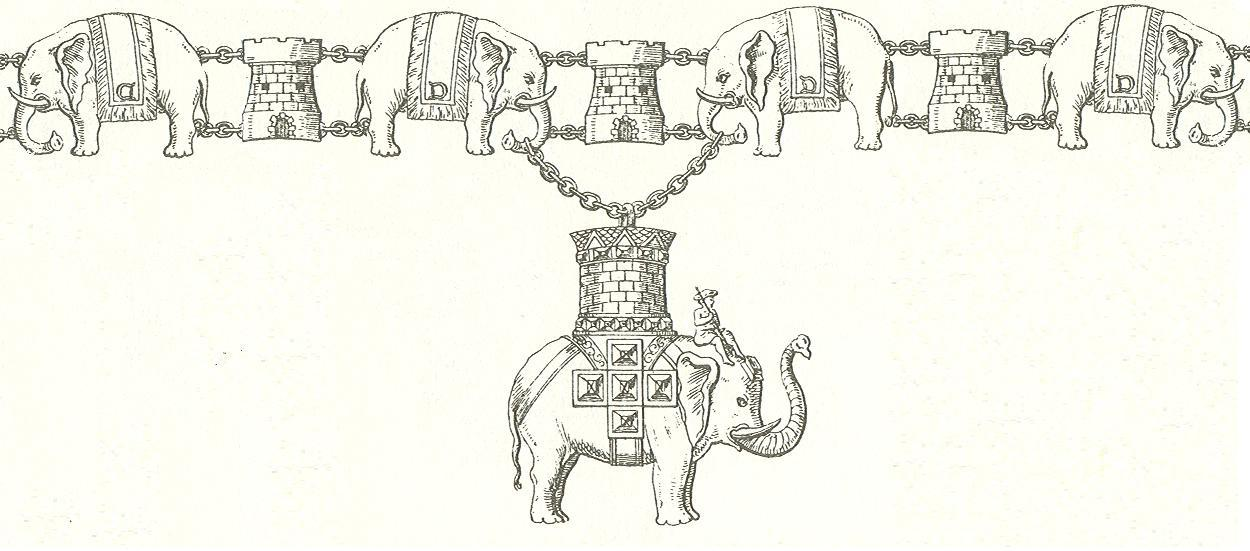
Знак на ланцюгу
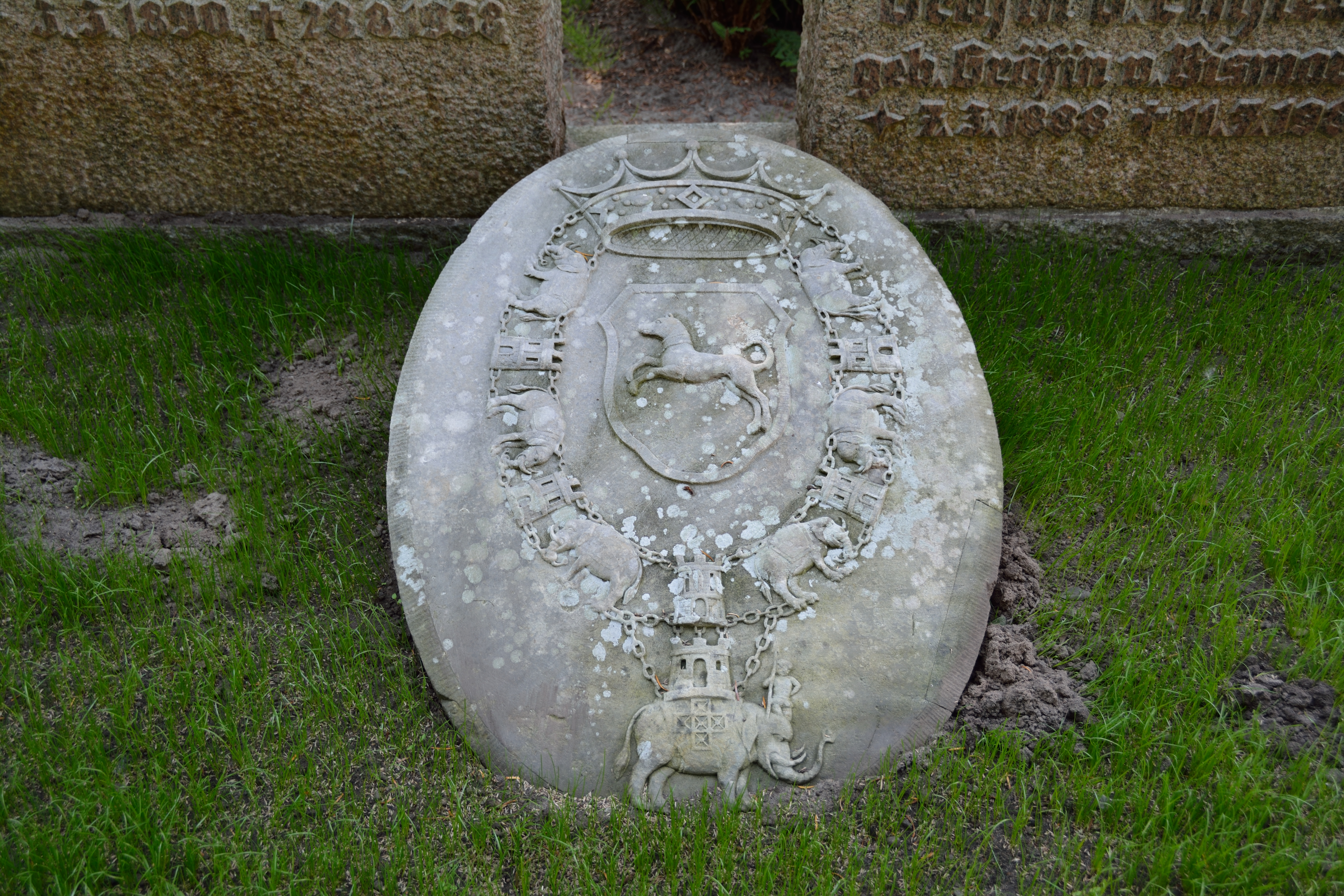
Орден Слона на могильному камені шляхетного роду Бломе в містечку Хайлігенштедтен (Шлезвіг-Гольштейн, Німеччина)

## Історія
Данські лицарі, як і лицарі інших країн, з усією палкістю прагнули служити Божій справі, й тому охоче долучались до хрестових походів. Стародавня легенда каже, що під час одного з таких походів данські лицарі здобули перемогу над сарацинами, які бились на бойових слонах. На пам'ять про зустріч із цією велетенською твариною та на честь перемоги у 1190 році в Данії й було започатковано орден Слона. Однак достовірну (а не легендарну) історію цього ордена можна відстежити тільки з середини XV століття, коли його відновив данський король Кристіан II, щоб нагороджувати ним осіб обох статей.
У статусі ордена Слона цього часу відображався ще й релігійний характер орденського «Братства Святої Діви Марії», однак в епоху Реформації емблематика цього стародавнього ордена втратила свій релігійний зміст. Ще одного разу орден Слона було відновлено у 1623 році, коли він став світською придворною нагородою, причому цього разу тільки чоловічою. Орденська зірка — восьмиконечна, шита з круглих срібних пластинок. У її центрі, на червоному оксамитному полі, розміщена велика розетка з чотириконечним хрестом в оточенні лаврових гілок, перев'язаних зверху і знизу золотими стрічками.
Статут ордену було переглянуто у 1693 році королем Кристіаном V, і членство в ньому було обмежено до монарха, принців крові й тридцяти лицарів. Орден мав вручатись тільки суверенам, данським та іноземним. Тому з 1850 року орден став дуже винятковим та — за деякими виключеннями — вручався тільки особам королівської крові і главам держав. Після Другої світової війни було нагороджено тільки чотирьох осіб, що не належали до цієї категорії: сера Вінстона Черчилля, фельдмаршала віконта Монтгомері Аламейнського, генерала Дуайта Ейзенхауера й генерала Шарля де Голля. Із глав держав був позбавлений цього ордену Ніколає Чаушеску.

## Деякі кавалери Ордена Слона
- Єлизавета II, королева Великої Британії.
- Нільс Бор, данський фізик, автор квантової теорії будови атома, лауреат Нобелівської премії з фізики 1922.
- Карл Маннергейм, 6-й президент Фінляндії.
- Нельсон Мандела, 9-й президент ПАР.
- Беніто Муссоліні, Дуче Великої Італії.
- Адольф Гітлер, Фюрер Великої Німеччини.
- Вінстон Черчилль, прем'єр-міністр Великої Британії.
- Монтгомері Аламейнський, фельдмаршал, віконт, Велика Британія.
- Дуайт Ейзенхауер, генерал, президент, США.
- Шарль де Голль, генерал, президент, Франція.
- Йосип Броз Тіто, маршал, президент, Югославія.
- Єгор Майєндорф, барон, генерал від інфантерії, учасник війни 1812 року, Росія.
- Олександр I, імператор, Росія.
- Акіхіто, імператор, Японія